# ISR Racing
ISR Racing is een Tsjechisch autosportteam dat opgericht werd in 1993 door Igor Salaquarda. Het team was opgericht om te racen in de Peugeot 306 Cup.
In 1996 ging het team ook racen in de Super Touring met Josef Venc. Hij won de titel in de Centraal-Europese Super Touring in 1998 en 1999.
In 2001 stapte het team over naar de FIA GT met Tomáš Enge, Justin Wilson en Antonín Charouz. Charouz won ook het Tsjechische GT-kampioenschap.
In 2002 ging ISR Racing ook deelnemen aan het formuleracing, in de Euro Formule 3000. Ze namen ook deel aan de Formule BMW ADAC in 2003 en de Recaro Formule 3 CUP in 2004.
In 2005 en 2006 nam het team ook deel aan de Formule 3 Euroseries met Filip Salaquarda, maar in 40 races wist hij geen punten te scoren.
In 2007 stapte het team over naar de International Formula Master. In 2009 wisten ze hier als derde in het constructeurskampioenschap te eindigen, met drie overwinningen voor Alexander Rossi.
In 2010 nam het team het startbewijs over van RC Motorsport in de Formule Renault 3.5 Series. Ze eindigden hier meteen als tweede bij de teams, met zes overwinningen en een derde plaats bij de coureurs van Esteban Guerrieri. In 2011 eindigden ze als derde bij de teams en als vijfde bij de coureurs door Daniel Ricciardo en Nathanaël Berthon. Ook in 2012 had ISR een coureur bij de beste drie, namelijk Sam Bird die ook twee overwinningen boekte.